# Ipred-lagen
Ipred-lagen, även kallad fildelningslagen är en allmänt använd, informell benämning på vissa förändringar i gällande lagar till skydd för immateriella rättigheter, som Sveriges riksdag röstade igenom den 25 februari 2009 och som trädde i kraft 1 april samma år.

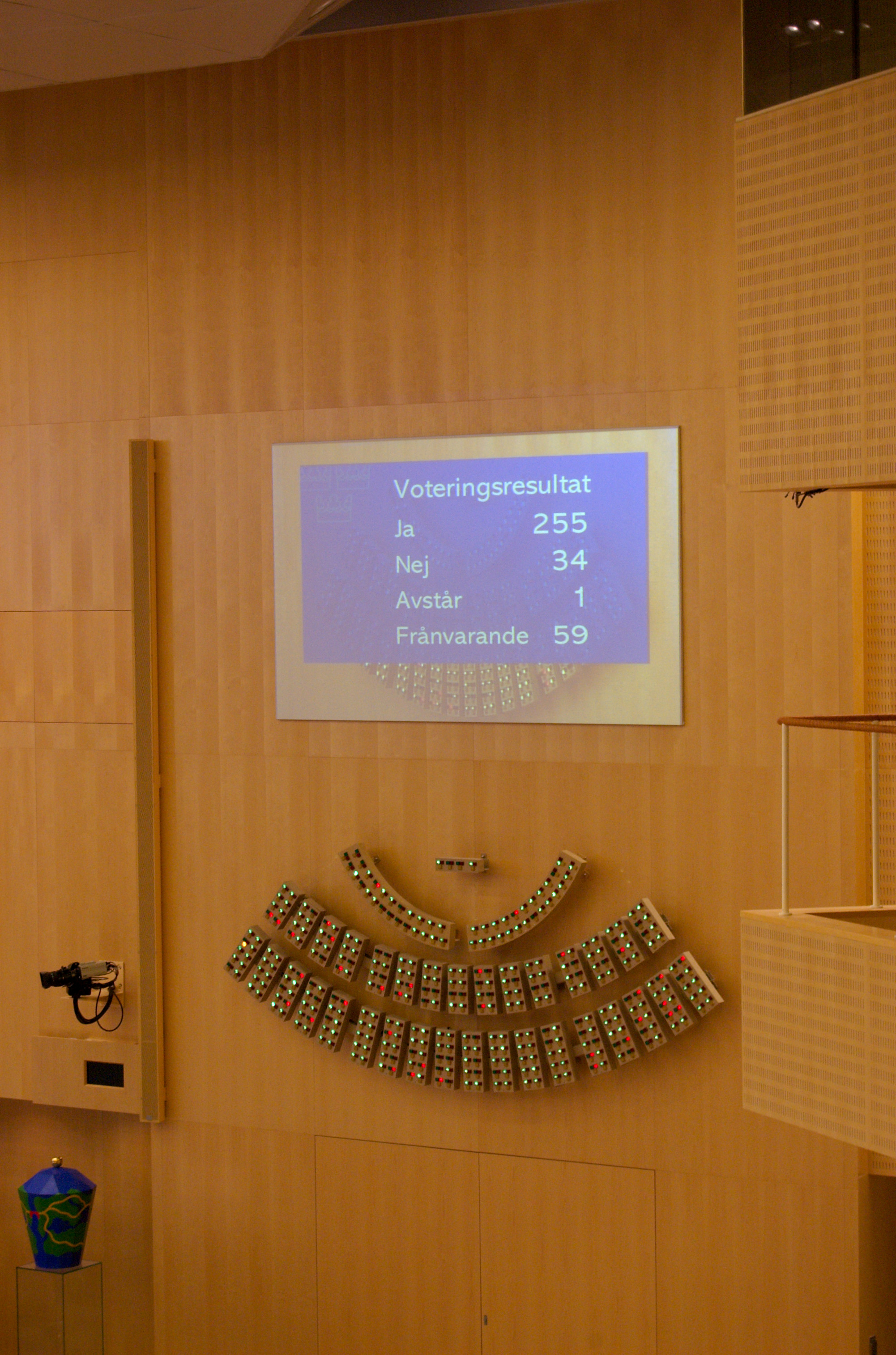
Resultatet vid omröstningen i riksdagen

Ipred-lagen baseras på ett EU-direktiv från 2004, benämnt IPRED (i Sverige även känt som sanktionsdirektivet), som är en akronym för Intellectual Property Rights Enforcement Directive. När IPRED införlivades i svensk lagstiftning hette utredningen inför detta "Civilrättsliga sanktioner på immaterialrättens område". Ändringarna infördes sedermera i upphovsrättslagen. 

## Vad lagen tillåter
Lagen tillåter upphovsmannen eller dennes rättighetsinnehavare att begära informationsföreläggande enligt 53 c § eller intrångsundersökning 56 a § upphovsrättslagen. Rättsinnehavare inkluderar licenstagare som genom avtalet har förvärvat en ensamrätt. Branschorganisationer kan ha sådana rättigheter antingen som licenstagare eller som ombud.
Härigenom kan rättighetsinnehavare vid domstol begära beslut på att internetoperatörerna ska lämna ut uppgifter om IP-adresser och vilket internetabonnemang som IP-adressen tillhör.
Informationsföreläggande får meddelas endast om skälen för åtgärden uppväger den olägenhet som åtgärden innebär för den som drabbas av den. Det är ett vanligt sätt att uttrycka proportionalitetskrav. Det är allmänt formulerat för att ge utrymme för en bedömning av domstol i varje enskilt fall. Om syftet kan tillgodoses genom någon mindre ingripande åtgärd ska informationsföreläggande inte beviljas. Rättighetshavarens intresse av att få ut sådana uppgifter måste alltså ställas mot den enskilde abonnentens integritetsintresse.  Intrånget måste vara av en viss omfattning för att en rättighetshavare ska få ut uppgifterna. Så är i regel fallet om intrånget avser uppladdning av till exempel en film eller ett musikaliskt verk för allmänheten, exempelvis genom fildelning via internet, eftersom detta typiskt sett innebär skada för rättighetshavaren. Detsamma är fallet när det är fråga om mer omfattande nedladdning. I sådana fall kommer rättighetshavaren alltså att kunna få ut dessa uppgifter. 
Härigenom kan abonnenten bakom omfattande upp- eller nedladdningar avslöjas. 
Är det däremot endast fråga om nedladdning av några få verk kommer avvägningen i normalfallet att leda till att integritetsintresset överväger och att uppgifterna alltså inte ska lämnas ut.
Den operatör som har lämnat ut information enligt 6 kap. 20 § lagen (2003:389) om elektronisk kommunikation ska sända en skriftlig underrättelse om detta till den som uppgifterna gäller tidigast efter en månad och senast efter tre månader från det att informationen lämnades ut.
Personen kan även bli polisanmäld om brottsligheten är omfattande. Branschorganisationen kan även välja att offentligt meddela domen, till exempel genom att de publicerar en tidningsannons som den dömde kan tvingas att betala. Ipred-lagen är inte avsedd att användas mot personer som laddar ner enstaka verk, utan främst till att döma personer som har laddat upp material eller laddat ner ett flertal filer.

## Bakgrund
2003 presenterades EU-direktivet IPRED för Europaparlamentet. Direktivet skapades för att förhindra olika typer av produktförfalskningar, till exempel av designerväskor och märkeskläder. Den 29 april 2004 skrevs förslaget om för att då ge möjlighet att begära att internetleverantörer lämnar ut IP-adresser som misstänks ha använts vid illegal fildelning. Det röstades igenom i Europaparlamentet och infördes den 20 maj samma år. Direktivet skulle då senast genomföras i EU:s medlemsstater den 29 april 2006. Sveriges rättssystem uppfyllde vid det tillfället flera av direktivets krav, men fortfarande saknades det ett antal bestämmelser. I direktivet fanns bland annat regler för att tillåta en domstol att ålägga en person som gjort intrång i en immateriell rättighet att under vissa förutsättningar lämna information om ursprung och distributionsnät för de varor eller tjänster som intrånget gäller. Regeringen Reinfeldt lade därför 2007 fram planer på att införa ett nytt lagförslag.
I mars 2008 skrev Beatrice Ask och Lena Adelsohn Liljeroth i en debattartikel att de skulle gå vidare med ett planerat lagförslag om utlämnade av abonnentuppgifter. Centerpartiet invände mot lagförslaget, men gav med sig efter förhandlingar med de andra regeringspartierna. Ett halvår senare, den 9 oktober 2008, lämnades förslaget på remiss till lagrådet. Remissvaret kom den 22 oktober 2008, och lagrådet påpekade bland annat att förslaget delvis gick längre än vad EU:s direktiv krävde. Centerpartiet stred för att mildra lagen. Det ville hellre att ett varningsbrev skulle skickas ut till personen som utför fildelningsbrott innan namnuppgifter gavs ut.
På grund av stort motstånd i riksdagen genomfördes flera korrigeringar i lagförslaget. Korrigeringarna var att enstaka nedladdningar inte ska räcka för att få identiteten avslöjad, att skillnad skulle göras mellan nedladdning och uppladdning eftersom uppladdning ansågs allvarligare och att lagen inte skulle gälla brott som begåtts före 1 april 2009. Den 25 februari 2009 röstade Sveriges riksdag igenom Ipred-lagen. Den trädde i kraft den 1 april 2009.

## Följder
De första dagarna efter att Ipred-lagen infördes meddelade media att internettrafiken hade minskat med 44 procent i Netnods knutpunkter enligt bolagets trafikgrafer. Netnod menade att de själva inte hade dragit den slutsatsen, eftersom svensk internettrafik även kan gå via andra knutpunkter. The Pirate Bay uppgav den 3 april att de endast hade noterat en minskning med 3,5 procent jämfört med veckan före. Henrik Pontén sade i en intervju med tidningen Metro att merparten av all internettrafik är fildelning och det var därför som internettrafiken hade minskat.
I juni 2009 konstaterades att trafiken var tillbaka i samma volym som september 2008 och i december 2009 var internettrafiken högre än vad den var i slutet av mars 2009, innan Ipred-lagen trädde i kraft. Däremot ökade försäljningen av nya dvd-filmer med 37 procent under de tre första månaderna som Ipred-lagen hade trätt i kraft och skivförsäljningen ökade under samma period med 18 procent.
Flera internetsidor, som The Pirate Bay, har skapat olika så kallade anonymitetstjänster i protest mot Ipred-lagen. De tjänsterna tillåter användaren att få en anonym IP-adress, vilket enligt dem som skapar tjänsterna, gör det mycket svårt att spåra användarens IP-adress. Tjänsten som Pirate Bay skapade, Ipredator, är den första som de tar betalt för. Dock hävdar Antipiratbyrån att dessa tjänster inte fungerar och att polisen trots allt kan spåra IP-adresser fast den misstänkte använder dessa tjänster.
Operatörer är skyldiga att lagra uppgifter om t.ex. IP-adresser enligt lagen om elektronisk kommunikation för att uppgifterna ska kunna användas av myndigheter för brottsbekämpande ändamål. Dessa uppgifter kan inte begäras ut med hänvisning till IPRED, utan rättighetsägare är hänvisade till andra uppgifter som kan finnas i operatörers loggar eller databaser som används av operatören själv. Vissa operatörer har valt att minimera behovet av lagring av IP-adresser, genom att radera den informationen så fort de anser sig inte längre behöva den, till exempel Bahnhof. Rättighetsinnehavare har dock möjlighet att begära att tingsrätten, med stöd av 26 § i lagen (1996:242) om domstolsärenden, förbjuder internetoperatörer att radera informationen, i väntan på att utredningen om ett eventuellt informationsförläggande har slutförts.
Ett år efter att lagen trädde i kraft, 1 april 2010, hade den inte lett till någon fällande dom som inte är överklagad. Däremot har fildelningen minskat sedan den trädde i kraft vilket sägs bland annat bero på att det har kommit lagliga alternativ som Spotify. Dock så uppgav en undersökning den 1 april 2010 som Sifo gjort att den illegala fildelningen återigen ökar, ett år efter att lagen trädde i kraft.

## Utvärdering av Ipred-lagen
Regeringen tillsatte den 23 juli 2009 en särskilt utredare som skall utreda hur lagen påverkat rättighetsinnehavare, internetleverantörer och konsumenter. Utredningen genomfördes av kammarrättslagman Helena Jäderblom och lämnade sitt betänkande den 16 augusti 2012. 
Utredningen konstaterar att lagen inte har kunnat användas eftersom det allra första målet ännu inte är avslutat i Högsta domstolen (se nedan). Eftersom den här civilrättsliga vägen inte varit framkomlig har rättighetsinnehavarna i stället valt att polisanmäla. Antalet förundersökningar och åtal har ökat under perioden. Utredningen konstaterar också att lagen inte stämmer överens med det allmänna rättsmedvetandet hos delar av befolkningen, samt att det är en uppgift för politikerna att påverka människors attityder.

## Tillämpningen

### Det första: Solna-fallet

#### Tingsrättens behandling
Tidigt på morgonen den 1 april lät Svenska Antipiratbyrån en anställd skapa bilder föreställande bibliotekslistor på en FTP-server. Bilderna var beställda av fem ljudboksförlag:
- Bonnier Audio AB
- Earbooks AB
- Norsteds Förlagsgrupp AB
- Piratförlaget AB
- Storyside AB

Senare under dagen lämnades de utskrivna bilderna in till Solna tingsrätt i mål Ä 2707-09, av ljudboksförlagens advokatbyrå, Danowsky & Partner, i syfte att begära uppgifter om den person eller företag som ägde den påstådda FTP-servern. Tingsrätten skickade genast informationen vidare till den berörda internetleverantören, ePhone, för yttrande.
ePhone meddelade i ett pressmeddelande redan under veckan som följde att de inte tänkte bifalla ljudboksförlagens begäran. Den 22 april följdes pressmeddelandet upp med ett formellt, 17-sidigt svar till tingsrätten, i vilket yrkades att tingsrätten skulle avslå ljudboksförlagens begäran.
ePhones motivering baserades i korta drag på
- att den svenska tillämpningen av direktivet stred mot den grundläggande rätten till skydd för privatlivet.
- att den tekniska bevisningen inte visat några sannolika skäl för de påstådda upphovsrättsintrånget.
- att nyttan med ett informationsföreläggande inte uppvägde den olägenhet eller de men som åtgärden skulle innebära för abonnenten.
- att det fanns prejudikat i EG-domstolen.
- att lagar om sekretess och personlig integritet hade prioritet före Ipred-lagen.

Den 30 april begärde ljudboksförlagen att ePhone skulle förbjudas att förstöra de uppgifter som ljudboksförlagen begär (aktbilaga 39). Detta i enlighet med 26 § i lagen om domstolsärenden, vilket tingsrätten biföll den 11 maj, med ett vite om 500 000 kr. ePhone meddelade att ett sådant förbud är onödigt, eftersom de hela tiden ändå avsett att lagra informationen tills alla domar vunnit laga kraft. Detta gjordes för att undvika att bli anklagade för att medvetet ha försvårat utredningen.
Den 8 maj besvarade ljudboksförlagen ePhones bestridande i en 6-sidig skrift (aktbilaga 44), där de bland annat erkände att FTP-servern krävde inloggningsuppgifter och lösenord.
Den 26 maj bemötte ePhone ännu en gång ljudboksförlagens bevisning, med ytterligare en 10-sidig inlaga (aktbilaga 56), där man även utvecklade sitt ställningstagande under åberopande bland annat av
- Personuppgiftsdirektivet
- Datakommunikationsdirektivet
- Datalagringsdirektivet
- Proportionalitetsbedömning enligt Europakonventionen
- Konventions- och direktivform tolkning av 53 c § URL.

Den 5 juni besvarade ljudboksförlagen än en gång ePhones bestridande i en 4-sidig inlaga (aktbilaga 58), med en utveckling av talan om Datalagringsdirektivet och en dom i Hovrätten för Nedre Norrland, B 121-05 (aktbilaga 59).
Den 22 juni återkom ePhone med en sista, 8-sidig, inlaga (aktbilaga 62), där de bland annat utvecklade sitt resonemang kring
- Telefonica-domen
- EG-domstolen
- Datalagringsdirektivet
- Ett eventuellt tillgängliggörande

Den 25 juni 2009 meddelade tingsrätten i Solna slutligen, att ePhone skulle vid vite om 750 000 kr föreläggas att lämna ut personuppgifterna, något som hälsades med glädje av IFPI, som förkunnade att de inte tänkte "vänta för att se om domen överklagas. Nu kör vi.". ePhone ålades dessutom att betala 75 000 kronor av ljudboksförlagens kostnader.
Domen i sin helhet, samt samtliga inlagor finns tillgängliga för allmänheten på The Pirate Bay.

#### Hovrättens behandling
Efter att ha utlyst en omröstning på sin hemsida, där allmänheten uppmanades komma med åsikter, meddelade ePhone den 15 juli, att domen skulle överklagas.. ePhone har publicerat överklagandet på sin hemsida.
Den 13 oktober meddelade slutligen Svea hovrätt att de gav ePhone rätt och rev upp tingsrättens dom motiverat med att bevisningen inte räckte.. Hovrättsrådet Ulrika Ihrfeldt förklarade domslutet: "Vi har gjort bedömningen att det inte visats sannolika skäl för att materialet varit tillgängligt för allmänheten. Det har också varit möjligt att det bara varit en sluten krets som haft tillgång till de här ljudboksfilerna", vilket också Bo Wigstrand, vd för Ephone, är nöjd med: "Utifrån allt som skrivits om att vi borde ha lämnat ut uppgifterna känns det fantastiskt skönt att domstolen kommit fram till det som vi sagt hela tiden; att bevisningen varit för dålig.". 
Beslutet är prejudicerande, men Kristina Ahlinder, vd för Svenska Förläggarföreningen, hoppas dock att ljudboksförlagen söker prövningstillstånd i Högsta Domstolen.
I domen, som finns tillgänglig för allmänheten på The Pirate Bay, anförde hovrättsråden Ingemar Persson och Roland Halvorsen avvikande mening och ansåg att bevisningen var tillräcklig, med motiveringen "Lagring av ett större antal filer på en ftp-server kan mot bakgrund av programvarans funktion inte anses ha annat syfte än att göra dem tillgängliga för annan. Till detta ska läggas att ljudböckerna gjorts tillgängliga på ftp-servern sedan säkerhetskoder forcerats vilket tyder på att innehavaren haft för avsikt att fildela så kallat piratkopierat material. Det anförda talar mot att det funnits ett berättigat syfte med lagringen, och ger i stället med styrka vid handen att inloggningsuppgifterna endast använts som ett sätt att kringgå förbudet att tillgängliggöra upphovsrättsskyddat material för allmänheten. [...] Det som anförts i det föregående om ftp-servrar samt om de på ftp-servern nedladdade filernas karaktär och omfattning m.m. är emellertid enligt vår mening tillräckligt för bedömningen att sannolika skäl visats för att den krets som haft tillgång till ftp-servern inte kan anses helt sluten" och ville därför att ePhones överklagan skulle avslås.

#### Högsta domstolen, del 1
Målet överklagades till Högsta domstolen som den 25 augusti 2010 beslöt att begära förhandstolkning i följande frågor
1) Hindrar [datalagringsdirektivet], särskilt artiklarna 3, 4, 5 och 11, en tillämpning av en nationell bestämmelse som är införd med stöd av artikel 8 i [IPRED] och som innebär att en Internetleverantör i en civilprocess, i syfte att en viss abonnent ska kunna identifieras, föreläggs att ge en upphovsrättsinnehavare eller dennes rättsinnehavare information om vilken abonnent som av Internetleverantören tilldelats en viss IP-adress, från vilken adress intrång påstås ha skett? Förutsättning för frågan är att sökanden visat sannolika skäl för intrång i viss upphovsrätt samt att åtgärden är proportionell.
2) Påverkas svaret på fråga 1 av det förhållandet att medlemsstaten inte genomfört [datalagringsdirektivet] trots att tiden härför har gått ut?

#### EU-domstolen
EU-domstolen meddelade dom i mål C-461/10 den 19 april 2012. 
EU-domstolen påpekar att det i står att direktivet om integritet i elektronisk kommunikation "fortsätter att gälla för sådana uppgifter, inklusive uppgifter relaterade till misslyckade uppringningsförsök, för vilka det inte finns särskilda krav för lagring enligt [datalagringsdirektivet] och som därför faller utanför dess tillämpningsområde, samt för lagring i andra, däribland rättsliga, syften än de som omfattas av det här direktivet."
Således, uppgifter som lagras enligt datalagringsdirektivet kan inte lämnas ut. Men uppgifter som lagras för andra syften kan lämnas ut, om det finns laga stöd för det.
Därmed, ansåg EU-domstolen, spelade det ingen roll att Sverige inte ännu implementerat datalagringsdirektivet, eftersom det rörde sig om uppgifter som inte lagrats med stöd av datalagringsdirektivet.

#### Högsta domstolen, del 2
Frågan avgjordes av Högsta domstolen den 21 december 2012 . Högsta domstolen fann att ljudboksförlagen visat på sannolika skäl för att misstänka intrång i upphovsrätten och att informationsföreläggandet skulle medges.
HD konstaterar att ett informationsföreläggande inte strider mot Europeiska konventionen till skydd för de mänskliga rättigheterna och grundläggande friheterna. HD konstaterar att frågan vem som haft en viss IP-adress är en fråga om privatlivets helgd (Artikel 8), men att rätten till egendom - i det här fallet ensamrätter till upphovsrättsskyddat material - också skyddas av Europakonventionen och att lagstiftaren har rätt att göra en avvägning.
Som beskrivits ovan har EU-domstolen redan konstaterat att IPRED inte strider mot datalagringsdirektivet. HD konstaterar nu samma sak. Samma uppgift kan vara lagrad för olika ändamål, och uppgifter som lagrats för andra ändamål än datalagringsdirektivets kan lämnas ut.

För att ett informationsföreläggande ska kunna utfärdas måste man kunna visa på sannolika skäl för att ett intrång i upphovsrätten har skett. HD konstaterar att det räcker med att visa att intrång faktiskt har skett. Frågan om det har varit avsiktligt eller om det finns andra ursäkter det bedöms i ett andra skede om rättighetshavaren väljer att driva tvistemål. HD konstaterar också att det inte spelar roll i detta skede att det krävs inloggningsuppgifter till tjänsten. Visserligen måste man kunna visa att spridningen skett till allmänheten, men det är i så fall en fråga man får reda ut i tvistemålet.
HD menar att det faktum att det fanns över tusen ljudböcker på servern talar för att filerna varit tillgängligt för många personer och att förekomsten av flera "bästsäljar"-böcker tyder på att det inte varit en begränsad grupp. Vidare menar HD att förekomsten av .nfo-filer och releasegrupper, något som förekommer vid otillåten fildelning, också visar på sannolika skäl.
Slutligen konstaterar HD i sin proportionalitetsbedömning att tillgängliggörande på internet typiskt sett orsakar stor skada för förlagen, och att det inte finns någon mindre ingripande åtgärd att ta till.

### Andra fall
Ytterligare två fall fanns i slutet av juni 2009 - ett i Malmö tingsrätt samt ett i Umeå tingsrätt.
Malmö-fallet (mål T 3162-09) rör ett intrång i ett datasystem ägt av Grafiskt Center och är utförligt kommenterat på dr Rignells nätblogg. I det fallet bedömde tingsrätten, den 24 juni 2009, att det inte fanns tillräckliga skäl för ett informationsföreläggande. Grafiskt Center dömdes därför också att betala Telia Soneras rättegångskostnader på 15 000 kr.
Umeå-fallet (mål A 818-09) finns även det tillgängligt för allmänheten, återkallades av sökanden.

### Jönköpingsfallet/SweTorrents
Den 29 juli 2009 rapporterade Sveriges Radio om att polisen i Jönköping inlett ett arbete med att finna de ansvariga bakom "en server med hundratals kompletta spelfilmer", och för detta anlitat "en specialiståklagare på åklagarkammaren i Stockholm city". Den 3 augusti rapporterade Sveriges Television Text att "fyra filmbolag har vänt sig till tingsrätten för att få Telia Sonera att lämna ut uppgifter om vem som ligger bakom fildelningstjänsten Swetorrents. Telia Sonera säger nej för att skydda sin kunds integritet.", samtidigt som Svenska Dagbladet rapporterade att det är Svensk Filmindustri, Pan vision, Filmlance international och Yellow bird, företrädda av Svenska Antipiratbyrån, som står bakom anmälan. Den 4 december vann de fyra filmbolagen i tingsrätten och Telia Sonera blev tvingande att lämna ut uppgifterna. Telia Sonera har dock meddelat att domen troligtvis kommer överklagas till Svea hovrätt.

## Kritik mot lagen
Ett argument som ofta används mot lagen, efter ett uttalande från dåvarande statsministern Fredrik Reinfeldt,  är att man inte kan jaga en hel ungdomsgeneration. .Vid tidpunkten förekom ett livligt utbyte på ett Internet som var i början av sin kommersialisering. Många öppnade upp sina datorer för att dela med sej av musik, bilder och videos som man gjort själva eller fått av andra. Att däribland ingick kommersiella alster som del eller i sin helhet upplevdes som kontroversiellt av upphovsrättsinnehavare när omfattningen ökade.  Vissa kritiker ansåg att Ipred-lagen utgjorde ett större hot mot den personliga integriteten än FRA-lagen, på grund av risken för läckage av personlig information. I mars 2009 genomfördes en opinionsundersökning av företaget Sifo där tusen personer tillfrågades om de var för eller emot Ipred-lagen. 48 procent av de tillfrågade var emot lagen. Motståndet var störst hos unga män, där 79 procent var emot lagen.
Lagen har mött starka protester på Internet, i synnerhet från anhängare till The Pirate Bay. På grund av det liknande namnet har det ibland drivits med Ipred-lagen genom att bilder på läkemedlet Ipren har bytts ut med namnet Ipred och innehållsförteckningarna ersatts med en sarkastisk text som "Ointelligens 400 mg".
Innan Ipred-lagen röstades igenom i Sveriges riksdag kritiserade många riksdagsledamöter lagen. Mona Sahlin sade i en intervju i november 2008 om lagen "alldeles för kantigt", men samtidigt sade hon att man måste värna om kulturarbetarnas upphovsrätt. Vänsterpartisten Kalle Larsson sade att lagen skulle innebära en jakt på tusentals svenskar och att lagrådsremissen skulle kastas i papperskorgen. Centerpartiet föreslog ett antal ändringar som till exempel att internetoperatörerna ska skicka ut varningsbrev till illegala fildelare innan deras ip-adresser lämnas ut till upphovsrättsinnehavare. På grund av det stora motståndet genomfördes därför flera korrigeringar i lagen.
Piratpartiet har kritiserat Ipred-lagen starkt och de skrev på sin webbplats när lagen röstades igenom i riksdagen att "Ipred är ett svek mot väljarna".

### Konflikt med datalagringsdirektivet
Det förekom kritik mot lagen baserat på att den stod i strid med det nu ogiltigförklarade datalagringsdirektivet, som till skillnad från Ipred-direktivet var ett tvingande direktiv. Lagrådet var bland annat kritisk till lagen baserat på just den konflikten.
Men sedan EU-domstolen och Högsta domstolen prövat frågan (se ovan) så stod det klart att det inte fanns någon konflikt mellan datalagringsdirektivet och IPRED. Uppgifter kan lämnas ut, utom om de samlats in i syfte att uppfylla datalagringsdirektivet. Operatörer lagrar dock information av andra skäl, t.ex. fakturering eller för driftens av nätet. Sådana uppgifter kan även i framtiden att behöva lämnas ut enligt IPRED.
EU-domstolen har sedermera ogiltigförklarat datalagringsdirektivet, så dessa invändningar är inte längre aktuella.

## Försvar av lagen
Flera arbetare inom musik-, film- och bokbranscherna har visat starkt stöd för Ipred-lagen. Ett vanligt argument för lagen är att nedladdning hotar oetablerade artister och att personer inom kulturbranscherna inte får de pengar som de förtjänar. Många kulturarbetare tror att den illegala fildelningen kan orsaka stor skada på kulturen.
Per Gessle, Mikael Persbrandt, Jill Johnson, Eva Dahlgren och Joey Tempest uttalade stöd för lagen i en debattartikel i Dagens Nyheter i november 2008. De uttryckte ett starkt stöd för lagen och ansåg att Sveriges regering var på väg mot att lägga fram ett förslag till stöd för upphovsrätten på nätet. De skrev även följande i debattartikeln: 
| ” | Många svenska artister, skådespelare och författare vet av egen erfarenhet vilka våldsamma påhopp och hatattacker som kan drabba den som uttrycker en annan åsikt än den lilla, men högljudda, piratgruppen. Oavsett vilka argument som denna grupp gömmer sig bakom så handlar det ändå till syvende och sist om att de ska kunna ta för sig obehindrat av det som vi och andra har skapat. | „ |
| – | |   |

I ett öppet brev till alliansens partiledare i slutet av november 2008 skrev filmskaparna John Nordling, Tomas Alfredson och Carl Molinder att utan Ipred-lagen kommer det inte att komma några fler svenska filmer i framtiden, på grund av att inga pengar tjänas på nyskapade filmer. Som exempel använde de filmen Låt den rätte komma in, som kostade nästan 30 miljoner kronor att spela in, men lades ut som torrent ett par dagar efter att filmen hade haft premiär. I samband med utspelet avslöjades det också att 37,5 procent av budgeten, 10,5 miljoner kronor, finansierades med skattemedel. Sedan den spelades in har filmen haft intäkter på 98 miljoner kronor.

## Jämför
- Editionsföreläggande
- Tredjemansföreläggande
- Tredjemansrevision